# Sven Mikser
Sven Mikser, né le 8 novembre 1973 à Tartu, est un homme politique estonien membre du Parti social-démocrate (SDE), qu'il préside de 2010 à 2015. Il est ministre de la Défense à deux reprises, entre 2002 et 2003 et entre 2014 et 2015 puis ministre des Affaires étrangères de 2016 à 2019.

## Éléments personnels

### Formation et activité professionnelle
Il termine ses études secondaires en 1992, puis étudie l'anglais et l'histoire à l'université de Tartu, dont il sort diplômé quatre ans plus tard. Il y est alors immédiatement recruté comme assistant au département de philologie germanique et romane, où il travaille jusqu'en 1999.

### Vie privée
Il est père d'une fille et vit actuellement en concubinage.

## Carrière politique

### Député et ministre centriste
Il adhère au Parti du centre d'Estonie (EKE) en 1995, dont il devient secrétaire politique trois ans plus tard. Élu en 1999 député au Riigikogu, Sven Mikser est nommé ministre de la Défense dans la coalition du libéral Siim Kallas le 28 janvier 2002. Son parti est cependant exclu du pouvoir en 2003, ce qui le fait retourner siéger au Parlement et abandonner le gouvernement le 10 avril de cette année.

### Le passage chez les sociaux-démocrates
Il quitte l'EKE en 2004, et adhère en 2005 au Parti social-démocrate (SDE), sous les couleurs duquel il est réélu pour un troisième mandat parlementaire aux élections de 2007. Le 16 octobre 2010, il est choisi pour succéder à Jüri Pihl à la présidence du SDE, dont il conduit la campagne pour les élections législatives de 2011.
Il apparaît alors comme l'une des personnalités politiques les plus populaires, derrière le Premier ministre libéral Andrus Ansip, mais devant les anciens chefs de gouvernement Edgar Savisaar, centriste, et Mart Laar, conservateur.

### Le retour au ministère de la Défense
Lorsque Taavi Rõivas remplace Ansip le 26 mars 2014, il passe un accord de coalition avec les sociaux-démocrates. À ce titre, Sven Mikser remplace Urmas Reinsalu, de l'Union de la patrie et Res Publica (IRL), en tant que ministre de la Défense jusqu'au 14 septembre 2015.

### Ministre des Affaires étrangères
Le 23 novembre 2016, il est nommé ministre des Affaires étrangères dans le gouvernement Ratas I ; il conserve ce poste jusqu’en avril 2019 et l’entrée en fonction du gouvernement Ratas II, où Urmas Reinsalu le remplace.